# Baronía de Griñó
La baronía de Griñó es un título nobiliario español creado por el rey Alfonso XIII en favor de Juan Miguel Griñó y Fargas mediante real decreto del 27 de julio de 1920 y despacho expedido el 11 de septiembre del mismo año.

## Barones de Griñó
|                           | Titular                                | Periodo                   |
| Creación por Alfonso XIII | Creación por Alfonso XIII              | Creación por Alfonso XIII |
| ------------------------- | -------------------------------------- | ------------------------- |
| I                         | Juan Miguel Griñó y Fargas             | 1920-1964                 |
| II                        | Juan José Griñó y Rabert               | 1965-1990                 |
| III                       | Juana María Griñó y Pascual de Bonanza | 1991-2010                 |
| IV                        | Luis Alejandro Autrán Griñó            | 2011-hoy                  |

## Historia de los barones de Griñó
- Juan Miguel Griñó y Fargas (Lérida, 12 de octubre de 1883-Madrid, 6 de octubre de 1964), I barón de Griñó, gentilhombre de cámara del rey, caballero de la Orden de Isabel la Católica, miembro de la Asociación de Hidalgos a Fuero de España.[1][2][3]

Casó el 11 de febrero de 1910, en Montserrat (Barcelona), con Rosa Rabert Codinach. El 8 de octubre de 1965, previa orden del 18 de mayo del mismo año para que se expida la correspondiente carta de sucesión (BOE del día 25), le sucedió su hijo:
- Juan José Griñó y Rabert (Olot, Gerona, 23 de julio de 1913-Vigo, 9 de mayo de 1990), II barón de Griñó, abogado, miembro de la Asociación de Hidalgos a Fuero de España.[3]

Casó el 9 de septiembre de 1936 con María de la Concepción Pascual de Bonanza y Ferrer (1914-1982). El 26 de noviembre de 1991, previa orden del 16 de octubre del mismo año para que se expida la correspondiente carta de sucesión (BOE del día 28), le sucedió su hija:
- Juana María Griñó y Pascual de Bonanza (San Juan, Alicante, 25 de septiembre de 1938-Vigo, 5 de noviembre de 2010[7]), III baronesa de Griñó.[3]

Casó el 9 de septiembre de 1961, en Vigo, con Alejandro Autrán y Árias-Salgado. El 23 de septiembre de 2011, previa orden del 22 de julio del mismo año para que se expida la correspondiente carta de sucesión (BOE del 19 de septiembre), le sucedió su hijo:
- Alejandro Luis Autrán Griñó (n. Vigo, 21 de junio de 1962), IV barón de Griñó.[3]